# Walter Harrison
Rt. Hon. Walter Harrison, PC (* 2. Januar 1921; † 19. Oktober 2012) war ein britischer Politiker der Labour Party, der unter anderem von 1964 bis 1987 Mitglied des Unterhauses (House of Commons) und zwischen 1974 und 1979 Treasurer of the Household war.

## Leben
Walter Harrison, Sohn von Henry Harrison und dessen Ehefrau Ada Harrison, wurde am Dewsbury Technical College an School of Art ausgebildet und war danach als Elektrikermeister tätig. Dabei engagierte er sich als aktives Mitglied in der Elektrogewerkschaft ETU (Electrical Trades Union) aktiv und begann sein politisches Engagement für die Labour Party als Ratsmitglied im County Council der West Riding of Yorkshire und als Stadtrat des Borough Council von Castleford.
Bei der Unterhauswahl am 15. Oktober 1964 wurde Harrison für die Labour Party als Nachfolger seines Parteifreundes Arthur Creech Jones im Wahlkreis „Wakefield“ erstmals zum Mitglied des Unterhauses (House of Commons) gewählt und vertrat diesen Wahlkreis nach seinen Wiederwahlen am 31. März 1966, 18. Juni 1970, 28. Februar 1974, 10. Oktober 1974, 3. Mai 1979 und 9. Juni 1983 fast 23 Jahre lang bis zur Unterhauswahl am 11. Juni 1987.
Während seiner langjährigen Unterhausmitgliedschaft übernahm Harrison zwischen dem 1. Januar 1966 und dem 1. Januar 1968 die Funktion als Assistierender Parlamentarischer Geschäftsführer und danach vom 1. Januar 1968 bis zum 1. Januar 1970 als Parlamentarischer Geschäftsführer (Whip) sowie Lord Commissioner im Schatzamt (HM Treasury). Nach dem Wahlsieg der Labour Party bei der Unterhauswahl am 28. Februar 1974 bekleidete er zwischen dem 28. Februar 1974 und dem 3. Mai 1979 die Ämter als stellvertretender Parlamentarischer Hauptgeschäftsführer (Deputy Chief Whip) der Labour Party-Fraktion und zugleich als Treasurer of the Household. Walter Harrison war maßgeblich dafür verantwortlich, dass die Labour-Regierung von James Callaghan nach dem Verlust der Mehrheit im Amt blieb. Als Deputy Chief Whip war er nicht nur ein furchteinflößender Mann bei der Aufrechterhaltung der Parteidisziplin, sondern schloss auch Vereinbarungen mit kleineren Parteien ab, die eine Niederlage bis zum 28. März 1979 verhinderten, als Callaghan einen Misstrauensantrag mit einer Stimme verlor.
Darüber hinaus wurde er 1977 zum Mitglied des Privy Council (PC) berufen, ein politisches Beratungsgremium des britischen Monarchen. Nach seinem Ausscheiden aus dem Unterhaus wurde sein Parteifreund David Hinchliffe am 11. Juni 1987 zum neuen Abgeordneten für den Wahlkreis „Wakefield“ gewählt.
Aus seiner 1948 geschlossenen Ehe mit der 1990 verstorbenen Enid Mary Coleman gingen ein Sohn und eine Tochter hervor. 1991 heiratete Walter Harrison, der auch als Friedensrichter JP (Justice of the Peace) tätig war, in zweiter Ehe Jane Marguerite Richards.